# Merckeghem

Merckeghem este o comună în departamentul Nord, Franța. În 2009 avea o populație de 578 de locuitori.